# Tommy Smith (football, 1980)
Pour les articles homonymes, voir Tommy Smith et Smith.
Thomas William Smith, né le 22 mai 1980 à Hemel Hempstead, est un footballeur anglais qui évolue au poste d'attaquant.

## Biographie
Le 24 août 2012, Smith signe un contrat de deux ans en faveur de Cardiff City. Il joue son premier match officiel avec son nouveau club lors d'une défaite (2-4) sur le terrain de Bristol City le 25 août 2012, étant remplacé à la 75e minute par Etien Velikonja.

## Palmarès

### En club
Queens Park Rangers
- Champion d'Angleterre de D2 en 2011.

### Distinctions personnelles
Derby County
- Élu Joueur de l'année par les supporters en 2006.

Watford
- Élu Joueur de l'année par les supporters en 2008 et 2009.

## Statistiques détaillées
| Saison                | Club                  | Championnat           | Championnat | Championnat | Coupe(s) nationale(s) | Coupe(s) nationale(s) | Total | Total |
| Saison                | Club                  | Division              | M.          | B.          | M.                    | B.                    | M.    | B.    |
| 1997-1998             | Watford               | Division Two (D3)     | 1           | 0           | 1                     | 0                     | 2     | 0     |
| 1998-1999             | Watford               | Division One (D2)     | 8           | 2           | -                     | -                     | 8     | 2     |
| 1999-2000             | Watford               | Premiership (D1)      | 22          | 2           | 1                     | 0                     | 23    | 2     |
| 2000-2001             | Watford               | Division One (D2)     | 43          | 11          | 5                     | 1                     | 48    | 12    |
| 2001-2002             | Watford               | Division One (D2)     | 40          | 11          | 5                     | 0                     | 45    | 11    |
| 2002-2003             | Watford               | Division One (D2)     | 35          | 7           | 6                     | 2                     | 41    | 9     |
| Sous-total            | Sous-total            | Sous-total            | 149         | 33          | 18                    | 3                     | 167   | 36    |
| 2003-2004             | Sunderland            | Division One (D2)     | 37          | 4           | 4                     | 4                     | 41    | 8     |
| Sous-total            | Sous-total            | Sous-total            | 37          | 4           | 4                     | 4                     | 41    | 8     |
| 2004-2005             | Derby County          | Division One (D2)     | 44          | 11          | 3                     | 0                     | 47    | 11    |
| 2005-2006             | Derby County          | Division One (D2)     | 43          | 8           | 3                     | 1                     | 46    | 9     |
| 2006-2007             | Derby County          | Division One (D2)     | 5           | 1           | 1                     | 0                     | 6     | 1     |
| Sous-total            | Sous-total            | Sous-total            | 92          | 20          | 7                     | 1                     | 99    | 21    |
| 2006-2007             | Watford               | Premiership (D1)      | 32          | 1           | 5                     | 1                     | 37    | 2     |
| 2007-2008             | Watford               | Championship          | 46          | 7           | 2                     | 0                     | 48    | 7     |
| 2008-2009             | Watford               | Championship          | 44          | 17          | 5                     | 0                     | 49    | 17    |
| 2009-2010             | Watford               | Championship          | 4           | 2           | 1                     | 0                     | 5     | 2     |
| Sous-total            | Sous-total            | Sous-total            | 126         | 27          | 13                    | 1                     | 139   | 28    |
| 2009-2010             | Portsmouth            | Premier League (D1)   | 16          | 1           | 2                     | 0                     | 18    | 1     |
| 2010-2011             | Portsmouth            | Premier League (D1)   | 3           | 0           | 1                     | 0                     | 4     | 0     |
| Sous-total            | Sous-total            | Sous-total            | 19          | 1           | 3                     | 0                     | 22    | 1     |
| 2010-2011             | Queens Park Rangers   | Championship (D2)     | 33          | 6           | -                     | -                     | 33    | 6     |
| 2011-2012             | Queens Park Rangers   | Premier League        | 17          | 2           | 3                     | 0                     | 20    | 2     |
| Sous-total            | Sous-total            | Sous-total            | 50          | 8           | 3                     | 0                     | 53    | 8     |
| 2012-2013             | Cardiff City          | Championship          | 24          | 1           | -                     | -                     | 24    | 1     |
| 2013-2014             | Cardiff City          | Premier League        | -           | -           | 3                     | 0                     | 3     | 0     |
| Sous-total            | Sous-total            | Sous-total            | 24          | 1           | 3                     | 0                     | 27    | 1     |
| 2014-2015             | Brentford             | Championship          | -           | -           | -                     | -                     | 0     | 0     |
| Sous-total            | Sous-total            | Sous-total            | -           | -           | -                     | -                     | 0     | 0     |
| Total sur la carrière | Total sur la carrière | Total sur la carrière | 497         | 94          | 51                    | 9                     | 548   | 103   |